# Anna Ihlis
Anna Elsa Viktoria Ihlis, född 6 januari 1982 i Gagnef i Dalarna, är en svensk sångerska, textförfattare och kompositör.
Ihlis är uppväxt i en musikerfamilj, dotter till Ingemar Ihlis. Ihlis rör sig mellan alternativ pop, rock och visa.
"I stay awake… Good morning" är namnet på hennes debutalbum som släpptes i april 2010. Musiken är komponerad av henne själv och inspelad live i en studio i Stockholm under sex dagar. Albumet och hennes insatser som artist har recenserats av bland annat Dagens Nyheter, musiktidningen Gaffa men även av andra kritiker. Kulturnyheterna i SVT har gjort ett inslag om henne hösten 2010.
Hon började skriva sina egna låtar och texter år 2005, men har sjungit i olika grupper och konstellationer sedan barnsben. Hon har använt sin röst i olika genrer, bland annat svensk folkmusik, jazz och även klassisk musik. 2011 startade inspelningen av nästa album "Long before my hair got black", där titeln är en anspegling till hennes tonårstid. En singel, "There will be anger" släpptes  i maj från detta album. Ihlis har synts på flera festivaler i Sverige bland annat "Peace & Love" och "Way out West".
Ihlis album släpptes av skivbolaget Peace & Love Artists, med samma grundare som Peace & Love-festivalen.
2018 släppte Ihlis albumet "Avskedet 1864-2018". På albumet framförs av Ihlis tonsatta tolkningar av poeten Erik Axel Karlfeldts dikter.

## Diskografi
Album
- 2008 - Groove. CD 7[8]
- 2010 - I stay awake - good morning[9]
- 2012 - Long before my hair got black[9]
- 2015 - Känslomässig Kull[10]
- 2018 - Avskedet 1864–2018[11]

Singlar
- 2010 Lovemarch[12]
- 2010 Dance[12]
- 2011 Time Stops[12]
- 2011 There will be anger[12]
- 2011 Eyes and ears[12]

## Turné
"I Stay awake...Goodmorning"
- Sverige - 2010
- Portugal - 2010
- Sverige - 2011

"Long before my hair got black"
- Portugal, oktober - 2011
- Sverige, januari - 2012
- USA, mars (SXSW) - 2012
- Sverige, juni-augusti - 2012